# Communauté de communes du Pays de la Châtaigneraie
Die Communauté de communes du Pays de la Châtaigneraie ist ein französischer Gemeindeverband mit der Rechtsform einer Communauté de communes im Département Vendée in der Region Pays de la Loire. Sie wurde am 28. Dezember 2000 gegründet und umfasst 14 Gemeinden. Der Verwaltungssitz befindet sich im Ort Terval.

## Mitgliedsgemeinden
| Gemeinde                                           | Einwohner 1. Januar 2022 | Fläche km² | Dichte Einw./km² | Code INSEE | Postleitzahl |
| -------------------------------------------------- | ------------------------ | ---------- | ---------------- | ---------- | ------------ |
| Antigny                                            | 1.035                    | 22,17      | 47               | 85005      | 85120        |
| Bazoges-en-Pareds                                  | 1.161                    | 33,83      | 34               | 85014      | 85390        |
| Cheffois                                           | 1.002                    | 18,63      | 54               | 85067      | 85390        |
| La Châtaigneraie                                   | 2.590                    | 7,94       | 326              | 85059      | 85120        |
| Loge-Fougereuse                                    | 383                      | 10,37      | 37               | 85125      | 85120        |
| Marillet                                           | 124                      | 4,25       | 29               | 85136      | 85240        |
| Menomblet                                          | 681                      | 20,95      | 33               | 85141      | 85700        |
| Mouilleron-Saint-Germain                           | 1.749                    | 28,40      | 62               | 85154      | 85390        |
| Rives-du-Fougerais                                 | 1.504                    | 42,92      | 35               | 85292      | 85410        |
| Saint-Hilaire-de-Voust                             | 628                      | 18,86      | 33               | 85229      | 85120        |
| Saint-Maurice-des-Noues                            | 637                      | 21,42      | 30               | 85251      | 85120        |
| Saint-Maurice-le-Girard                            | 598                      | 11,42      | 52               | 85252      | 85390        |
| Saint-Pierre-du-Chemin                             | 1.340                    | 29,65      | 45               | 85264      | 85120        |
| Terval                                             | 2.173                    | 45,78      | 47               | 85289      | 85120        |
| Communauté de communes du Pays de la Châtaigneraie | 15.605                   | 316,59     | 49               | –          | –            |

## Historische Entwicklung
1974 wurde der SIVOM du Bocage de la Châtaigneraie gebildet, der 14 Gemeinden umfasste. Daneben existierte der SIVOM du Pays de Pareds, der aus vier Gemeinden bestand. Beide wurden am 28. Dezember 1989 vereinigt und am 28. Dezember 2000 in eine Communauté de communes umgewandelt.
Am 1. Januar 2023 fusionierten die Gemeinden Breuil-Barret, La Chapelle-aux-Lys und La Tardière zur neuen Gemeinde Terval.
Am 1. Januar 2024 fusionierten die Gemeinden Cezais, Saint-Sulpice-en-Pareds und Thouarsais-Bouildroux zur neuen Gemeinde Rives-du-Fougerais.

## Aufgaben
Zu den Aufgaben des Gemeindeverbandes zählen die Wirtschaftsförderung, der Umweltschutz sowie die Unterhaltung der Sport-, Kultureinrichtungen und der Schulen.